# The Understanding Heart
The Understanding Heart is een Amerikaanse dramafilm uit 1927 onder regie van Jack Conway. In Nederland werd de film destijds uitgebracht onder de titel De groote boschbrand.

## Verhaal
Monica heeft moeite met het kiezen tussen de rijke Bob Mason en boswachter Tony Garland. Wanneer een bosbrand uitbreekt, zijn Monica en de twee mannen gevangen.

## Rolverdeling
| Acteur             | Personage       |
| ------------------ | --------------- |
| Joan Crawford      | Monica Dale     |
| Rockliffe Fellowes | Bob Mason       |
| Ralph Bushman      | Tony Garland    |
| Carmel Myers       | Kelcey Dale     |
| Richard Carle      | Sheriff Bentley |
| Jerry Miley        | Bardwell        |
| Harvey Clark       | Oom Charlie     |